# Hans von Beseler
Hans Hartwig von Beseler (Greifswald, 27 aprile 1850 – Potsdam, 20 dicembre 1921) è stato un generale tedesco.

## Biografia
Figlio del giurista e politico Georg Beseler, entrò nell'esercito prussiano nel 1868, combatté nella guerra franco-prussiana del 1870-71. Successivamente entrò all'accademia militare di Berlino.
Dal 1893 fu capo dipartimento al ministero della guerra per poi entrare nel 1899 nello Stato maggiore. Il 27 gennaio 1904, dopo essere stato per lungo tempo il successore designato di von Schlieffens, fu promosso tenente generale, e comandante della 6ª Divisione. In quello stesso anno fu nobilitato dall'imperatore Guglielmo II.
Al collocamento a riposo, avvenuto nel 1910, si avvicinò al partito conservatore e due anni dopo fu eletto alla Preußisches Herrenhaus (prima camera del parlamento prussiano).
Allo scoppio della prima guerra mondiale fu richiamato nel servizio attivo e nominato comandante del III Corpo d'armata della riserva nella 1ª Armata comandata da Alexander von Kluck.
L'esercito tedesco prese Bruxelles il 20 agosto 1914, e proseguì verso la Francia lasciandosi dietro il III Corpo d'armata di von Beseler, che ricevette il 9 settembre l'ordine di impadronirsi della città di Anversa. L'assedio di Anversa ebbe termine il 10 ottobre, quando la città si arrese. Von Beseler inseguì i resti dell'esercito belga e fu fermato nella battaglia dell'Yser.
Nella primavera del 1915 fu inviato sul fronte orientale con la 8ª Armata di von Gallwitz. In agosto fu nominato governatore militare della regione della Vistola nella Polonia occupata.
Dopo la creazione del regno di Polonia (5 novembre 1916),
von Beseler rimase e continuò a rivestire un ruolo d'autorità come governatore generale del Regno, (a fianco del governatore generale austriaco Karl Kuk, che risiedeva a Lublino) e come comandante della cosiddetta Polnische Wehrmacht.
Dopo la dichiarazione d'indipendenza del Paese, l'11 novembre 1918, e il disarmo delle truppe tedesche di Varsavia, fuggì travestito in Germania.
Amareggiato e disilluso, attaccato in patria da conservatori e nazionalisti che lo accusavano di aver tenuto un atteggiamento troppo liberale nei confronti dei polacchi, e disprezzato in Polonia perché ritenuto troppo prussiano, morì nel 1921 a Neu-Babelsberg vicino a Potsdam.